# Rashygien och eugenik i Sverige
Rashygienen i Sverige inspirerades av det tidiga 1800-talets skallmätningar av arkeologiska fynd, organiserade av Sven Nilsson. Från kartläggning av forntida människor togs under senare delen av 1800-talet ett dramatiskt steg mot att mäta levande människor av olika härkomst och med hjälp av deras skallmått försöka göra allt mer långtgående värderingar av deras egenskaper. För detta ändamål utvecklade anatomen Anders Retzius skallindexet, med vars hjälp människor delades in långskallar och kortskallar.  
Under Gustaf Retzius ledning ägnade Svenska Sällskapet för Antropologi och Geografi stor kraft åt området och genomdrev bland annat att skallmätningar skulle göras på 45 000 värnpliktiga. Resultatet publicerades 1902 (Anthropologia suecica. Beiträge zur Anthropologie der Schweden) och ansågs visa att Sverige hade den mest "rena" grenen av den germanska rasen i världen.
Ofta framhålls Herman Lundborg, den första chefen för Statens institut för rasbiologi från 1922, som rashygienens svenska frontalfigur. Herman Lundborg ställde krav på regeringen att föra en aktiv befolkningspolitik, då han var övertygad om att de socialt utslagna och i synnerhet mörkhåriga, var blandraser och förbestämda till sinnessjukdom, idioti och brottslighet. Den så kallade nordiska, blonda rasen ansåg han vara friskare och mer moralisk till sitt väsen, men de goda fortplantade sig inte i samma takt som blandraserna, ansåg Lundborg.
År 1934 antog riksdagens båda kamrar utan större debatt den proposition om en lag om ofrivillig sterilisering av "sinnesslöa" som sedan skärptes 1941. Propositionen hade lagts av politikerna Alfred Petrén (s) och Nils Wohlin, (Bondeförbundet). Eftersträvade syften med tvångssterilisering i Sverige var bland annat rashygien, folkhälsoskäl och kontroll av asociala. Tvångssterilisering sågs som en del av en samhällspreventiv verksamhet mot exempelvis brott och degeneration av "folkstammen".